# Jean de Venette
Jean Fillon, genannt Jean de Venette (* 1307 in Venette bei Compiègne; † nach 1368), war ein französischer Dichter, Historiker und Chronist des Mittelalters.

## Leben
Jean de Venette stammte aus bäuerlichen Verhältnissen. Er trat in den Karmeliterorden ein und wurde 1339 Prior des Karmeliterkonvents Place Maubert in Paris. Von 1341 bis 1366 war er Provinzmagister des Ordens für Frankreich und hat vermutlich auch Theologie an der Sorbonne gelehrt. De Venette unternahm zahlreiche Reisen, die ihn unter anderem durch die Auvergne, die Provence, die Champagne, dort vor allem nach  Châlons, Troyes und Reims führten. In Reims wurde er Zeuge des Kometen von 1368, über den er ausführlich berichtet. Sicher ist daher, dass De Venette 1368 noch lebte. Allerdings scheint er innerhalb der nächsten zwei Jahre danach verstorben zu sein.

## Werke
De Venettes Bedeutung für die Geschichtsforschung entspringt der von ihm verfassten Chronik und der Tatsache, dass er bei den meisten Ereignisse, über die er berichtet, als Augenzeuge dabei war. Die Chronik ist in Latein geschrieben und deckt die Jahre 1340–1368 ab. Dabei schließt sie zeitlich an die Chronik Guillaume de Nangis’ an, was zu Spekulationen darüber führte, ob De Venette sich selbst in den Fußstapfen Guillaume de Nangis’ sah. De Venettes Werk wurde erstmals von Luc d’Achery (Spicilegium, Band III) publiziert. Die Einträge der Jahre 1358–1359 liegen in der ursprünglichen Fassung vor, während die Einträge der vorherigen Jahre offensichtlich revidiert wurden. Ausführlich berichtet De Venette über die Schrecken der Pestjahre 1348–1349:

„Es heißt, die Plage sei von den Ungläubigen ausgegangen. Sie habe Italien erreicht, sei von dort über die Alpen nach Avignon gekommen, wo sie mehrere Kardinäle angriff und deren Hausstand entvölkerte. Dann breitete sie sich unerwartet über Frankreich aus, durch die Gascogne und Spanien, Schritt für Schritt, von Stadt zu Stadt, von Haus zu Haus und schließlich von Person zu Person. Sie sprang sogar nach Deutschland über, obwohl sie dort nicht so heftig wütete, wie bei uns. Während der Epidemie, ließ sich Gott in seiner gewohnten Güte dazu herab, seine Gnade zu gewähren, sodass, egal wie sehr die Leute auch litten, fast alle den Tod freudig erwarteten. Es gab keinen einzigen, der starb, ohne zuvor seine Sünden zu beichten …“

Beim Verfassen der Chronik lagen die Sympathien De Venettes beim einfachen Volk, dessen Leben er viel Beachtung schenkte. Dementsprechend unterstützte er Étienne Marcel. Gegenüber dem Adel und den Engländern wirkt er oft ablehnend. Formal erfüllte er der französischen Monarchie gegenüber zwar seine Treuepflicht, er blieb jedoch stets ihr unbeugsamer Kritiker. Mit großer Unabhängigkeit des Geistes benennt er die Exzesse des Adels ebenso wie den Widerstand der kleinen Leute. Insofern unterscheidet sich sein Standpunkt von dem Froissarts. Das Latein, in dem die Chronik verfasst ist, ist stilistisch wenig ausgereift. Da De Venette neben der Auflistung nackter Fakten aber auch seine persönlichen Eindrücke beschreibt, hat sein Bericht eine dramatische Lebendigkeit, die man bis dahin kaum fand.
Neben seiner lateinischen Chronik verfasste De Venette auch ein langes französisches Gedicht: La Vie des trois Maria. Es entstand um 1347 und erstreckt sich über 35000 Verse. In dem weitschweifigen Text beschreibt De Venette die Legende der Heiligen Maria, der Mutter von Jakob dem Kleinen, der (Maria) Salome von Galiläa und von deren Magd. Eingewoben findet man eine Rekapitulation der israelitischen Geschichte seit Abraham und der Taten der Apostel. Es befindet sich heute in der französischen Nationalbibliothek.